# Tomás López
Tomás López (* 12. September 1994 in Santa Fe) ist ein argentinischer Volleyball-Nationalspieler.

## Karriere
López begann seine Karriere 2011 bei Rosario Sonder. Von 2012 bis 2016 spielte er für Puerto San Martin. Anschließend wechselte er zu Libertad Burgi Vóley. Mit der argentinischen Nationalmannschaft nahm der Außenangreifer an der Weltmeisterschaft 2018 teil. In der Saison 2018/19 war er beim italienischen Erstligisten Tonno Callipo Vibo Valentia aktiv. Danach kehrte er zurück nach Argentinien und spielte für Club Ciudad de Buenos Aires. 2020 wurde López vom deutschen Bundesligisten Volleyball Bisons Bühl verpflichtet.